# 髮夾彎

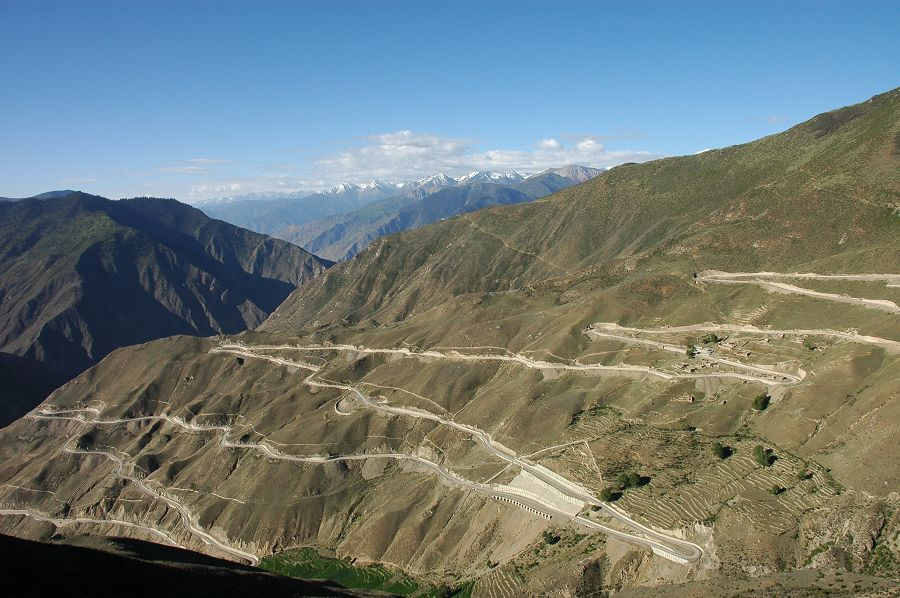
西藏八宿縣八宿九十九道拐（怒江七十二拐）

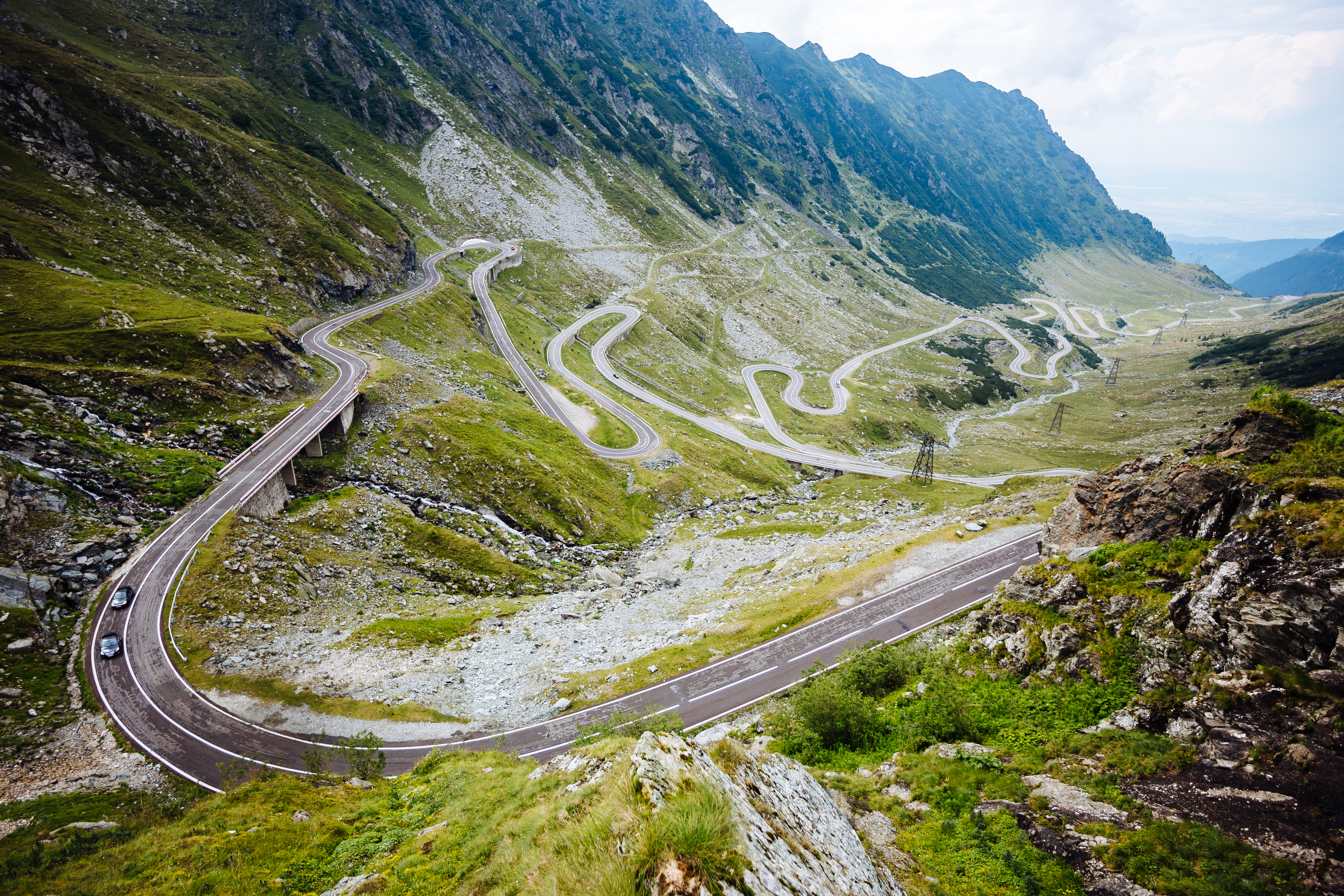
位於羅馬尼亞錫比烏縣的Transfăgărășan公路

髮夾彎（英語：Hairpin turn）是因道路路線彎曲如同髮夾而得名，一連串髮夾彎形容像羊腸子彎道，亦稱羊腸彎，是有曲折難走的意思。在公路開闢之前，會經過選線與勘測，最後階段再動工闢建，沿路環山群繞的彎道，不一定會有髮夾彎，必須依據公路設計規範容許的曲率半徑，才可能在山路存在髮夾彎。
如果駕駛人的技術不好，在轉彎的時候操控不當會造成翻車或者冲出道路。
這種彎道需要設置告示牌以提醒駕駛人注意安全，也需要建造護欄來防止意外發生。有時候政府也會透過道路工程來消除髮夾彎，方法有挖掘隧道、更線改道等等。像是台灣的縣道139線草尾嶺路段出現三連髮夾彎造成安全問題，因此近期內將實施路面拓寬工程。

## 賽車應用
在賽道，可能會刻意設計髮夾彎。在世界拉力錦標賽中，可用來考驗賽車手過彎的實力。F1賽車也有大量使用髮夾彎，做為賽車場中檢驗賽車手的轉彎能力。

## 例子

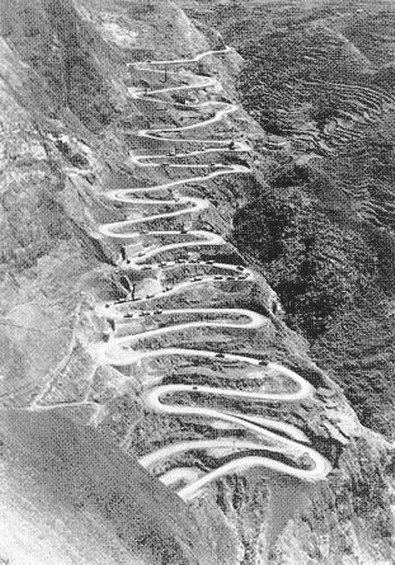
滇緬公路

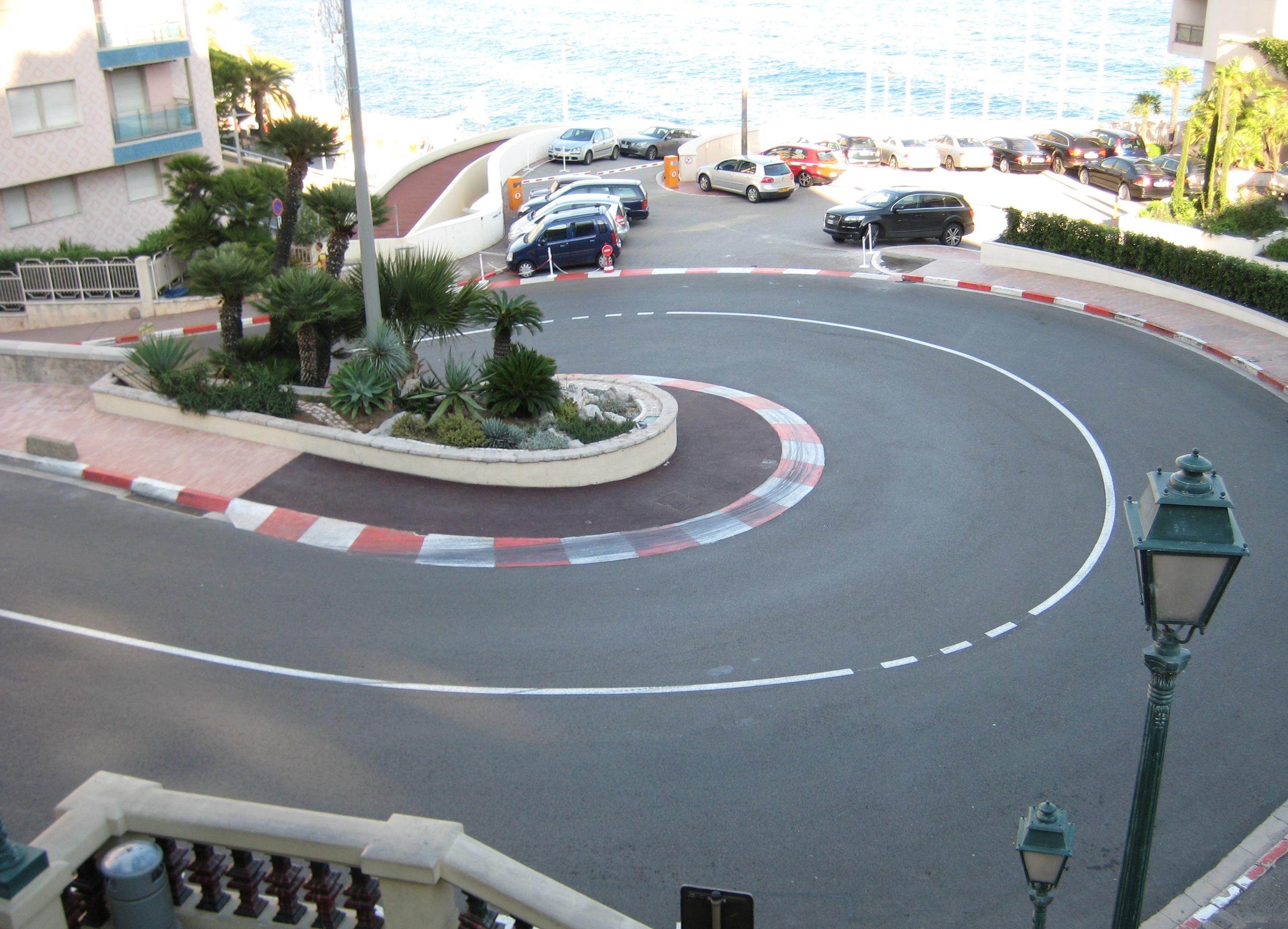
蒙特卡洛赛道

通常該國家的地形愈發達或幅員遼闊的國土存在多樣地形，公路闢建出髮夾彎愈是不勝枚舉，如下實例：

### 中國大陆
- 川藏公路沿線：怒江七十二拐[2]、318國道。
- 通天大道（湖南張家界）
- 213國道沿線
- 二十四道拐（貴州晴隆縣）
- 滇緬公路（起自雲南省，終至緬甸）
- 梧桐山盘山公路（广东深圳）

### 澳門
- 髮夾彎（葡萄牙語：Curva Melco），位於東望洋跑道上富具挑戰性。很多車手都在此發生事故。

### 日本
- 群馬縣榛名山的五連髮夾彎（群馬縣道33號涉川松井田線（日语：群馬県道33号渋川松井田線），著名競速動漫頭文字D改名「秋名山」登場）
- 栃木縣日光市的伊呂波山道（國道120號（日语：国道120号））

### 台灣
- 金九公路（金瓜石－陰陽海）
- 台七線北橫公路東段（棲蘭－百韜橋）
- 台九線北宜公路九彎十八拐（新北市界－頭城）
- 台八線中橫公路西寶迴頭彎（天祥－西寶）
- 縣道162甲線嘉義縣梅山鄉太平三十六彎
- 宜蘭縣太平山公路
- 台九線南迴公路（達仁－壽卡）
- 台21線天冷段
- 台18線阿里山公路五彎仔段

### 其他國家
- 摩纳哥：蒙特卡洛赛道的Fairmont Hotel Hairpin
- 羅馬尼亞：川斯發格拉山公路（2009年，被英國電視節目Top Gear評為「世上最好的道路」"this is the best road... in the world"。）
- 瑞士：富爾卡通道（英语：Furka Pass）
- 南非：殺你通道（英语：Sani pass）
- 美國：三藩市倫巴底街

## 圖片集

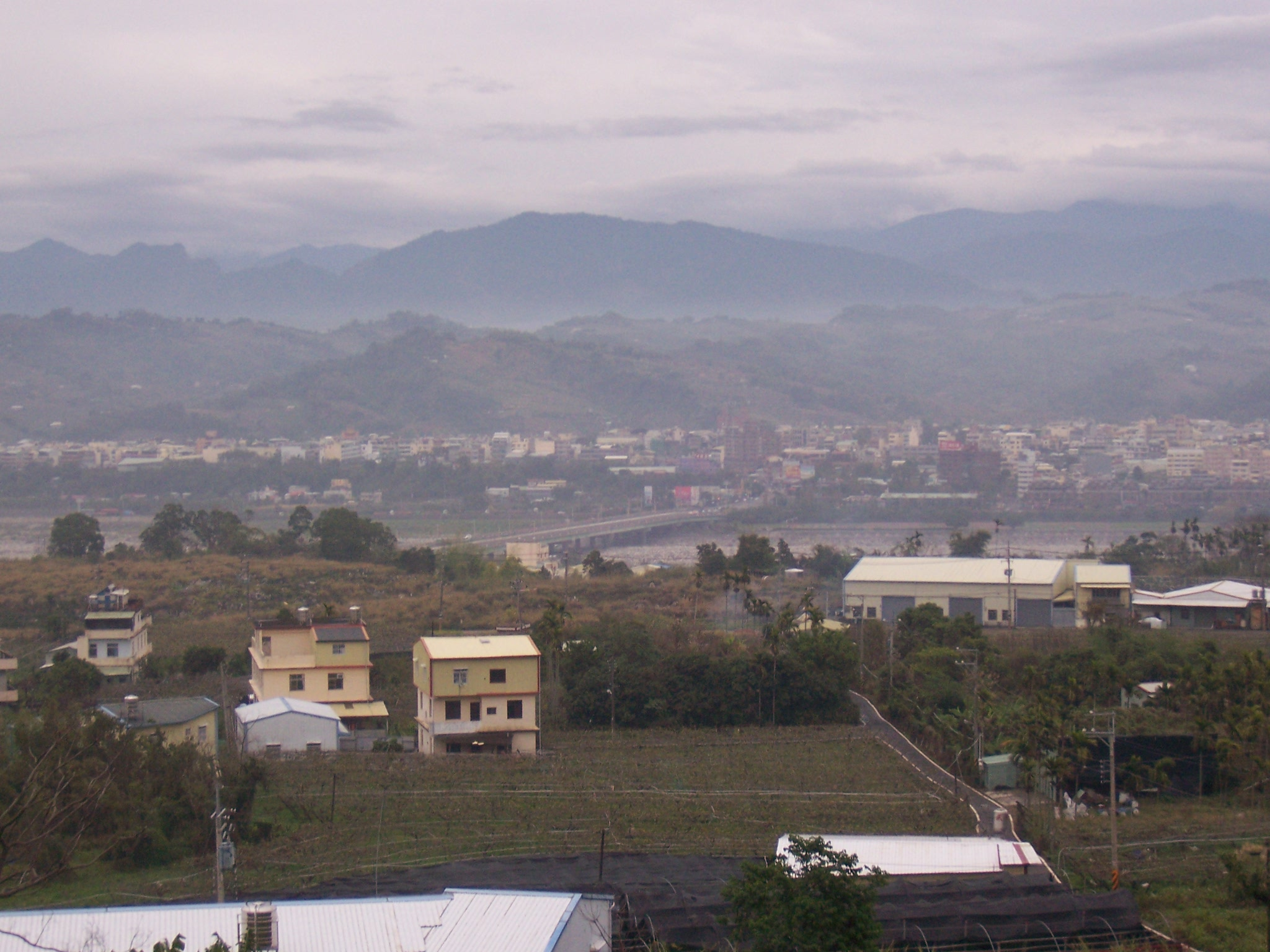
台灣，縣道129號
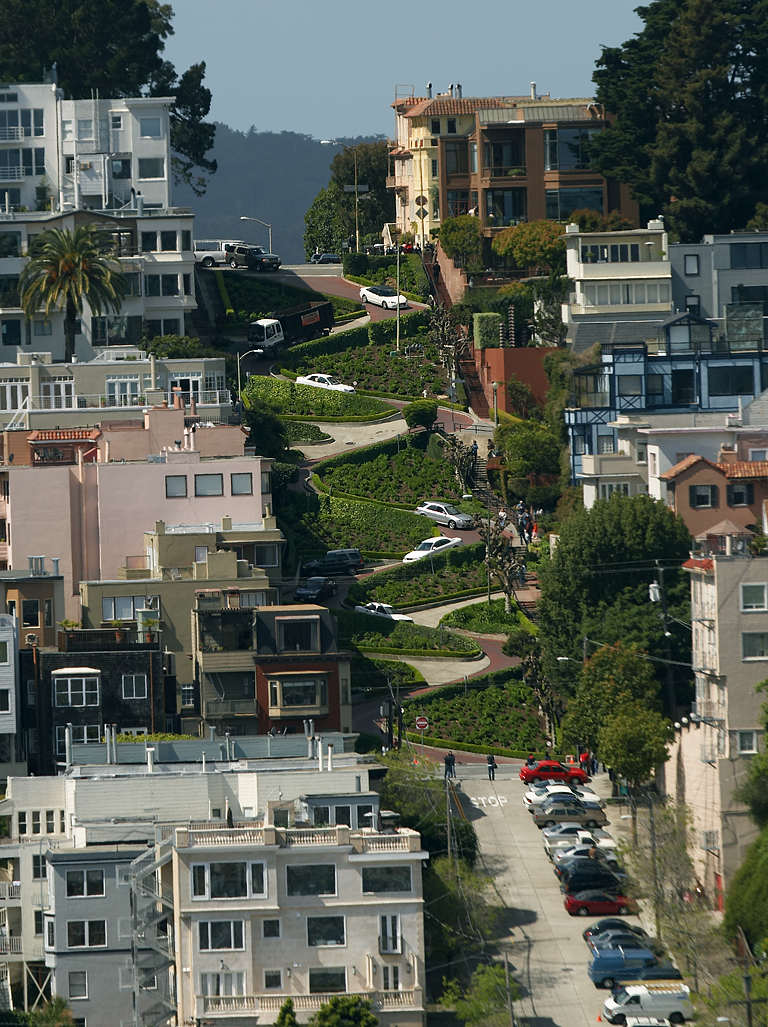
美國舊金山，倫巴底街。
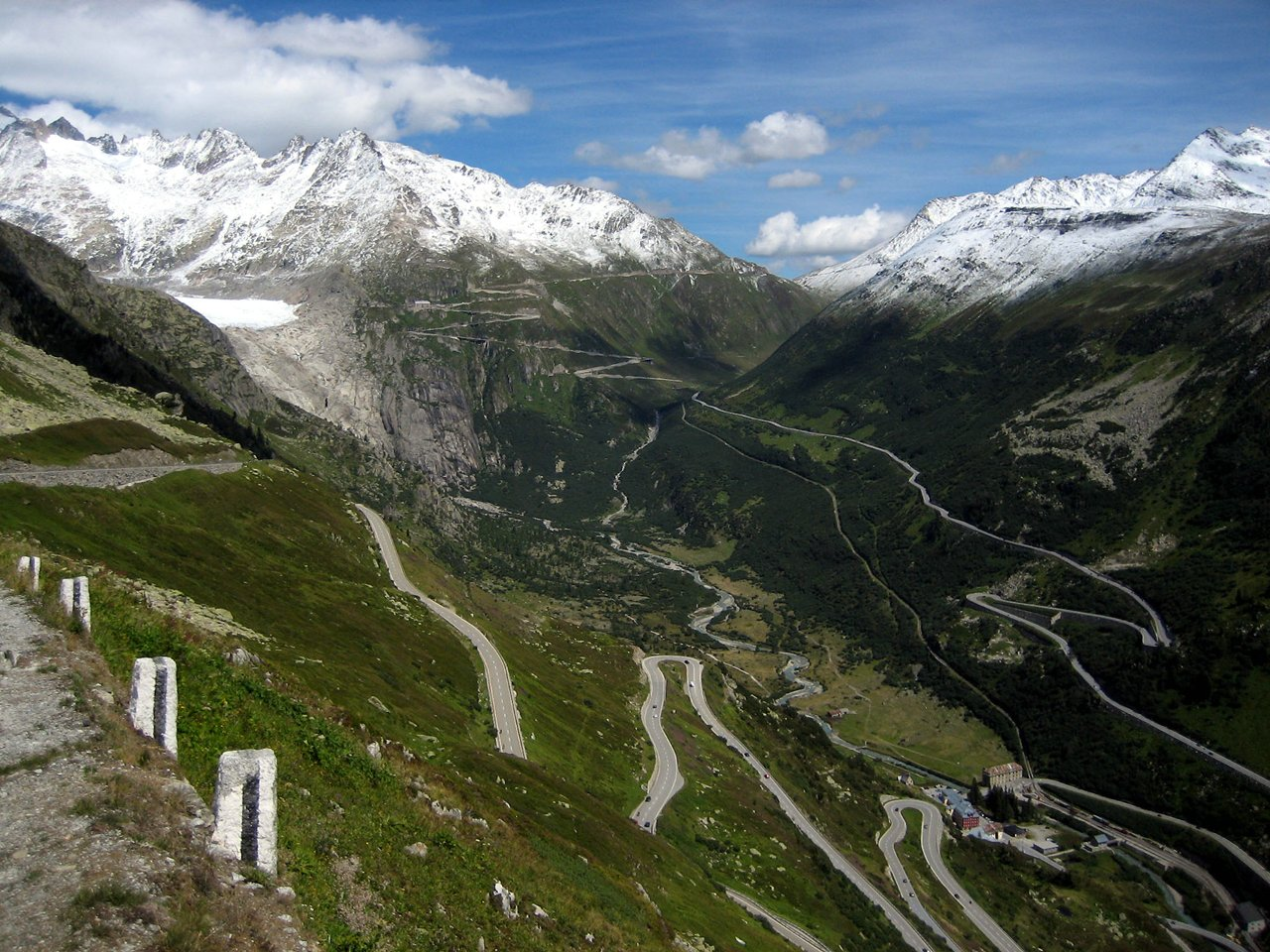
瑞士，富爾卡通道。

## 外部連結
- 澳門格蘭披治大賽車-髮夾彎
- 髮夾彎之一：中國大陆的怒江七十二拐 （页面存档备份，存于）
- 髮夾彎之二：中國大陆的通天大道 （页面存档备份，存于）